# Toxkan He
Toxkan He, także Töszkandaria, Tauszkandarja (chiń. upr. 托什干河; chiń. trad. 托什幹河; pinyin Tuōshígàn Hé; kirg. Какшаал, Kakszaał; ujg. ‏توشقان ده‌رياسى‎, Toxkan däryasi) – rzeka w Kirgistanie i zachodnich Chinach (Xinjiang), prawy dopływ Aksu He.
Liczy 460 km długości. Źródła znajdują się w Tienszanie, na południe od kirgiskiego miasta Naryn. W górnym i środkowym biegu rzeka płynie wąską doliną. W okolicach Wushi (Uqturpan) wpływa na rozległą równinę i rozlewa się wieloma strumieniami. W mieście Aksu łączy się z Aksu He, która uchodzi następnie do Tarymu. Toxkan He wkorzystywana jest do nawadniania.